# Büchelberg (Eslarn)

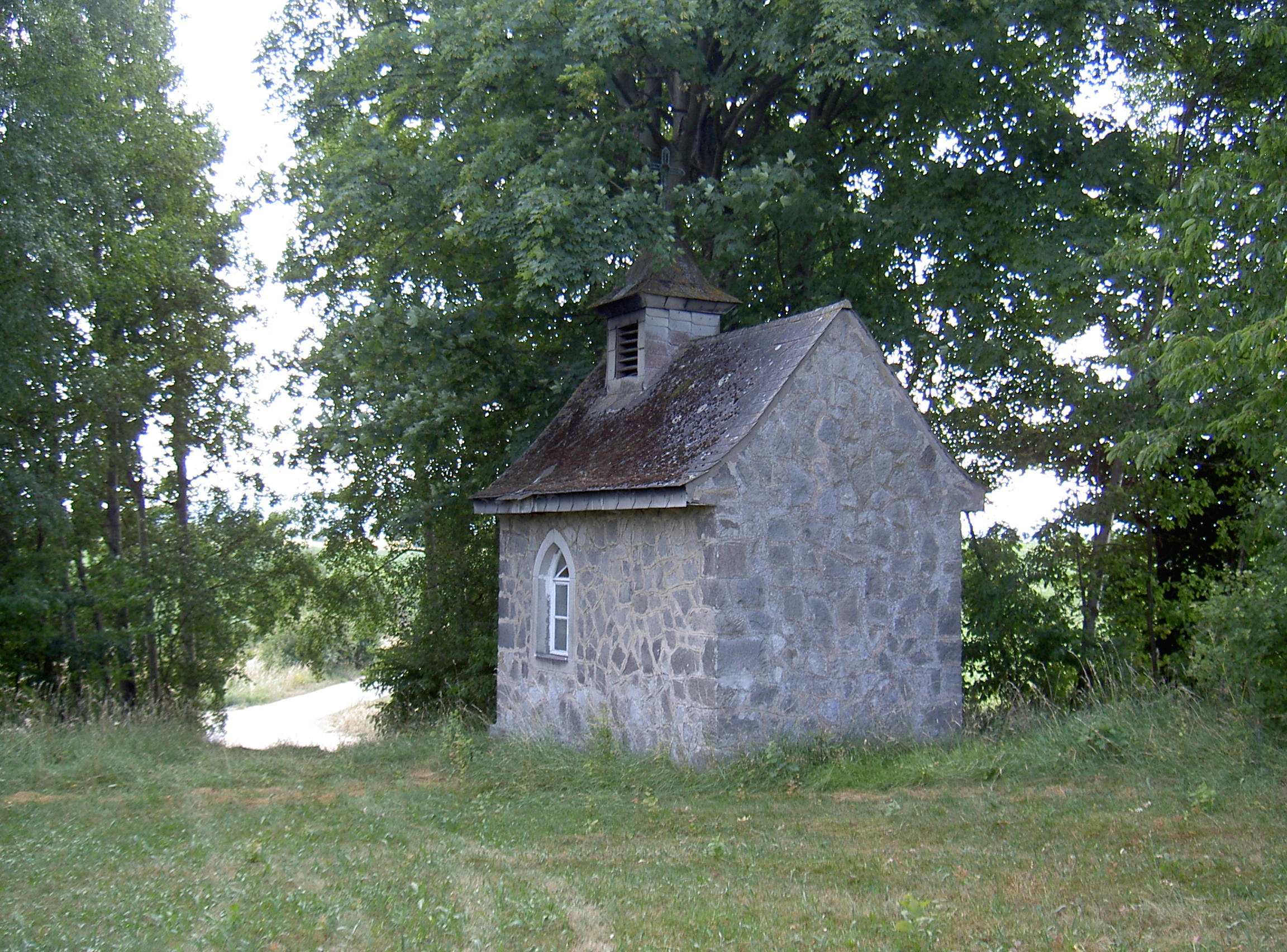
Büchelberg Kapelle

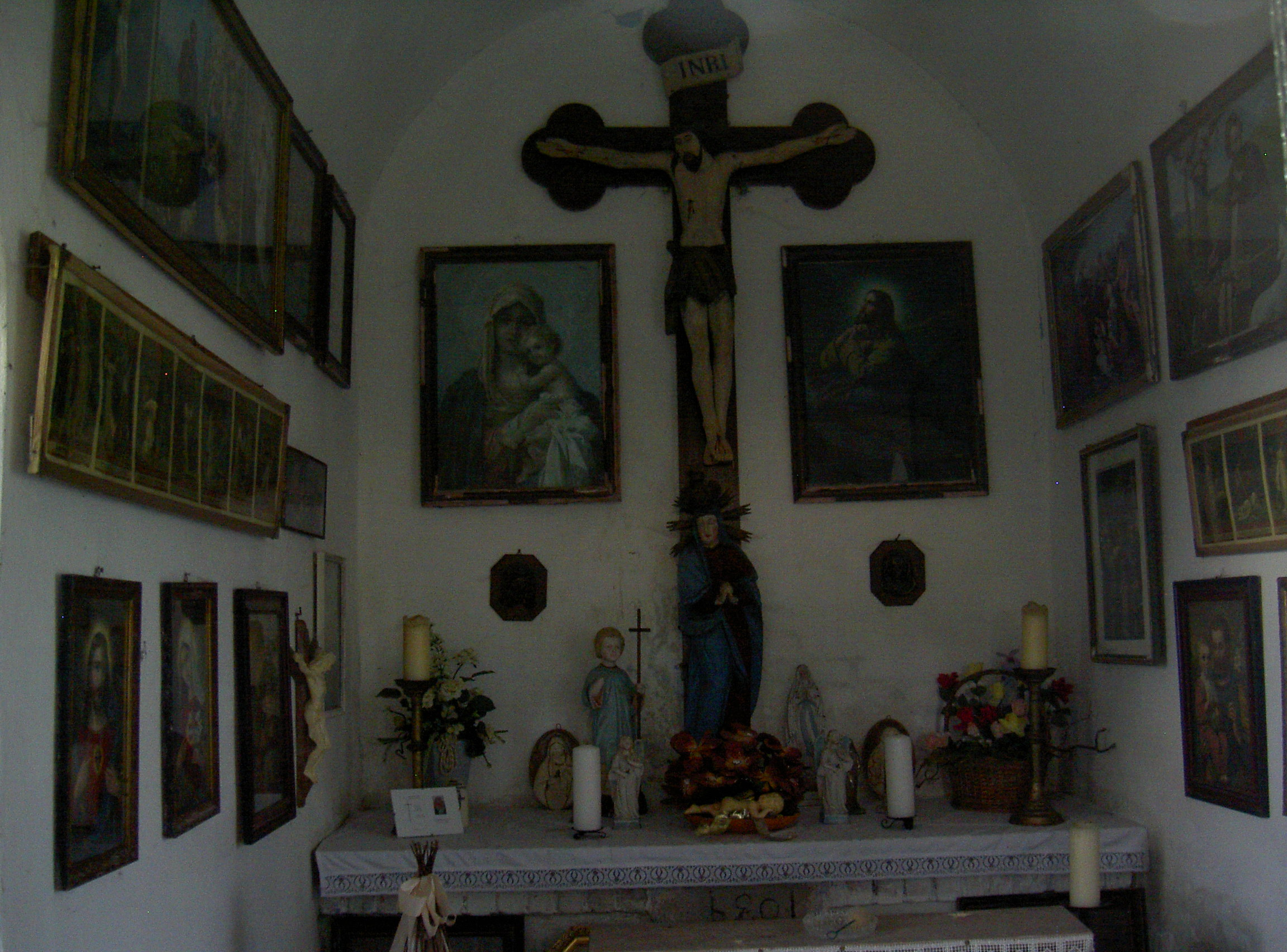
Büchelberg Kapelle innen

Büchelberg ist ein Ortsteil des Marktes Eslarn im oberpfälzischen Landkreis Neustadt an der Waldnaab.

## Geographische Lage
Der Weiler Büchelberg liegt rund zwei Kilometer nördlich von Eslarn auf einer sandigen Hochfläche am Fuß des 568 m hohen Geisbühls, der dem 581 m hohen Büchelberg vorgelagert ist. Im Norden von Büchelberg zieht sich ein ausgedehntes Waldgebiet bis hin zur deutsch-tschechischen Grenze.
Die Nachbarorte sind im Westen Zankeltrad, im Nordwesten Öd und im Nordosten Torfhäusl.

## Geschichte
Büchelberg gehört zu den ältesten Siedlungsstätten, die Anfang des 11. Jahrhunderts bei der Rodung und Besiedlung des Gemeindegebietes des heutigen Eslarns entstanden. Diese ältesten Siedlungsstätten sind die heutigen Ortsteile Büchelberg, Putzhof, Oberaltmannsrieth, Putzenrieth, Paßenrieth, Gmeinsrieth (ursprünglich: Mansenrieth) und Öd (ursprünglich: Behaimrieth, das ist Böhmer- oder Böhmischrieth).
Im Jahr 1266 wurden die sieben Höfe von Büchelberg bei einem böhmischen Überfall unter Ottokar II. zerstört. Bis 1271 gehörte Büchelberg zum Besitz der Ortenburger im Nordgau und kam dann durch Kauf an Herzog Ludwig den Strengen von Oberbayern.
Der Besitzer von Büchelberg als Teil der Güter um Eslarn war seit 1325 Ruger der Punzinger. 1329 wurde Büchelberg durch den Hausvertrag von Pavia von Bayern getrennt und kam an die Pfalz in Bayern (später "obere Pfalz" und schließlich "Oberpfalz") und wurde damit kurpfälzisch. 1383 verkauften die Punzinger Büchelberg als Teil ihrer Eslarner Besitzungen an Albrecht Krätzlein von Neysan(= Neusath), der jedoch den Kaufpreis nicht aufbringen konnte, so dass Büchelberg im Besitz der Brüder Ruger, Ulrich und Friedrich Punzinger blieb. 1391 gelangte Büchelberg an die Warberger, die es 1424 wegen der ständigen Hussitenüberfälle an den Pfalzgrafen Johann von Neunburg verkauften. Bei diesem Verkauf wird Büchelberg mit fünf Höfen erwähnt.
1441 lieh Pfalzgraf Johann von Neumarkt zur Geldbeschaffung einen Hof in Büchelberg
an Ulrich den Treswitzer.
Im 16. Jahrhundert hatten die Edlen der Stöckl die Hofmark Eslarn in Besitz. Sie ließen ihr Vieh, Pferde, Ochsen, Kühe und über 400 Schafe vom Frühjahr bis zum
ersten Schneefall im Herbst am Büchelberg weiden. Nur das Melkvieh wurde mittags und nachts eingetrieben. Als Hieronymus Stöckl 1588 ohne männliche Nachkommen starb, fiel sein Besitz wieder an die Kurpfalz und an das Pflegeamt Treswitz.
Während des Dreißigjährigen Krieges hatte Büchelberg viel zu leiden,
speziell während der Schlachten zwischen dem Grafen Ernst von Mansfeld und dem bayerischen Generalleutnant Freiherr Johann Tserklas von Tilly, die sich von 1620 bis 1621 in der Gegend von Waidhaus und Eslarn abspielten. Während dieser Schlachten wurde der Meierhof am Büchelberg zuerst vom Pleysteiner Fähnlein unter dessen Kapitän Georg Wolfgang von Wildenstein ausgeplündert und danach mit seinen hölzernen Ställen und Stadeln durch das mansfeldische Kriegsvolk verbrannt und in Asche gelegt.
1630 lag Büchelberg noch öde.
Missernten, Hungersnöte und die Pest verschlimmerten die Situation der Einwohner noch zusätzlich.
Zum Stichtag 23. März 1913 (Osterfest) wurde Büchelberg als Teil der Pfarrei Eslarn mit fünf Häusern und 32 Einwohnern aufgeführt.
Am 31. Dezember 1990 hatte Büchelberg 13 Einwohner und gehörte zur Pfarrei Eslarn.